# Ithome
Ithome é um gênero de traça pertencente à família Agonoxenidae.